# Istituto Nazionale di Geofisica e Vulcanologia

Logo.

Het Istituto Nazionale di Geofisica e Vulcanologia is de geofysische en vulkanologische dienst van de Italiaanse overheid. De dienst werd opgericht op 29 september 1999 en heeft zijn hoofdzetel in Rome.